# Alexander Bain
Alexander Bain, škotski filozof in pedagog, * 11. junij 1818, Aberdeen, Škotska, Združeno kraljestvo, † 18. september 1903, Aberdeen, ZK. 
Deloval je na področju psihologije, lingvistike, filozofije morale, šolskih reform in logike. Napisal je prvi akademski dnevnik psihologije, imenovan Razum (Mind) in bil utemeljitelj znanstvenih metod v psihologiji.

## Zgodnje življenje in šolanje
Alexander Bain je bil rojen 11. julija 1818 v mestu Aberdeen na Škotskem. Bil je sin Georga Baina, veteranskega vojaka in tkalca, in Margaret Paul. Leta 1836 je začel študij na kolidžu Marischal, Univerze v Aberdeenu, kjer je bil pod močnim vplivom profesorja matematike, Johna Cruickshanka, profesorja kemije, Thomasa Clarka, in profesorja filozofije narave, Williama Knighta. 
Proti koncu študija je napisal svoj prvi članek za revijo Westminster Review leta 1840. S tem se je začelo njegovo poznanstvo z Johnom Stuartom Millom, s katerim je postal dober prijatelj. Njegova študijska kariera se je usmerila predvsem v filozofijo uma, matematiko in fiziko. 
Leta 1841 je Bain nadomeščal predavanja profesorja moralne filozofije, Dr. Glennieja, in postal stalen učitelj tega predmeta. Pisal je članke za revijo Westminster in pomagal Johnu Stuartu Millu pri knjigi Sistem logike leta 1842. Leta 1843 je napisal svojo prvo kritiko knjige London in Westminister.

## Kariera
Leta 1845 je postal profesor matematike in filozofije narave na Univerzi Anderson v Glasgowu. Leto kasneje je opustil delo profesorja in se posvetil pisanju. Leta 1848 se je preselil v London, kjer je delal pod okriljem Edwina Chadwicka in postal član intelektualnega kroga, v katerem sta bila tudi George Grote in John Stuart Mill. 
Leta 1855 je izdal svoje prvo delo Čuti in pamet (The Senses and the Intellect) in leta 1859 drugo delo Čustva in volja (The Emotions and the Will). S tem si je pridobil položaj med samostojnimi misleci.

## Filozofija
Leta 1861 je izdal svojo knjigo Preučevanje značaja (The study of character) in leta 1868 še knjigo Priročnik duševne in etične znanosti (Manual of mental and moral science). V teh delih je zbral svoje razprave in teorije. Leta 1870 je izšla njegova knjiga Logika (Logika), ki jo je izdelal kot učbenik za učence. V njej je razpravljal o logičnih načelih v različnih znanostih in ohranjanju energije v povezavi z izvirom.
Bain je s svojimi deli zelo vplival na ameriška filozofa Charlesa Sandersa Peircea in Williama Jamesa. Njihovi sestanki kratkotrajnega "Metafizičnega kluba" v zgodnjih 1860-ih so pogosto vključevali razprave o Bainovih delih. 
Bain pa je bil zelo pomemben tudi na področju psihologije. Leta 1876 je ustanovil prvi časopis, ki je bil posvečen psihologiji: Mind. Med njegovimi deli psihološke teorije pa so tudi: O preučevanju značaja (On the Study of Character, 1861), Duševna in etična znanost: kompendij psihologije in etike (Mental and Moral Science: A Compendium of Psychology and Ethics, 1868) ter Telo in um: Teorija njihove povezanosti (Mind and Body: The Theories of Their Relation, 1873).

## Socialna reforma
Bain si je zelo prizadeval za razvoj in socialno pravičnost, zato je v svojem času aktivno sodeloval v družbenih in političnih gibanjih. Leta 1880 je bil dvakrat izvoljen za rektorja na Univerzi v Aberdeenu. Trudil se je za zagovarjanje reform v izobraževanju. V šolskem kurikulumu je na primer podpiral sodobne jezike, znano pa je tudi, da je bil močan zagovornik pravic študentov.
Ko se je Bain na Univerzi v Aberdeenu upokojil, ga je nasledil eden izmed njegovih najbolj briljantnih študentov, William Minto. Upokojitev pa mu ni preprečila, da bi delal na temah in vprašanjih, o katerih je bil strasten. Pisal je številne članke in knjige, kot so John Staurt Mill: Kritika z osebnimi spomini (John Stuart Mill: a Criticism, with Personal Recollections), in tudi biografijo prijateljevega očeta Jamesa Milla leta 1882.
Bain je svoja zadnja leta življenja mirno preživel v Aberdeenu. Bil je dvakrat poročen, vendar nikoli ni imel otrok. Alexander Bain je umrl 18. septembra 1903, njegova zadnja zahteva pa je bila, da naj na njegovem grobu ne bo kamna, saj bodo kot spomeniki služile njegove knjige.